# Bohuslav Bureš
Bohuslav Bureš (23. července 1899 Líšná – 23. srpna 1994) byl český duchovní a sociální pracovník, kazatel Armády spásy.
Bohuslav Bureš v ní byl činný od roku 1927 jako důstojník. Roku 1930 se oženil s Martou Dvořákovou, která byla členkou od roku 1920 a pracovala  na samaritánské stanici v Praze. Později manžela následovala na další místa a společně působili jako kazatelé (důstojníci) na řadě sborů, při některých zřídili i noclehárnu poro potřebné, kterým poskytovali také jídlo. Během druhé světové války působili v Brně, navštěvovali pronásledované Židy, mezi nimiž konali také evangelizaci. Manželé společně provozovali také nedělní školu mezi Romy v dřevěné kolonii na kraji města.
Do Evangelické církve metodistické vstoupili manželé roku 1950 po zákazu činnosti Armády spásy. Působili ve sboru v Praze 2,  a Bohuslav Bureš připravoval materiály pro nedělní besídku. Od března 1957 obsluhoval rozsáhlou farnost v Litoměřicích a administroval také farnost Most-Teplice. V práci mu vydatně pomáhala jeho manželka. Bureš onemocněl (prodělal srdeční infarkt a těžký zánět ledvin) a musel v srpnu 1963 odejít předčasně do důchodu. Když se jeho stav zlepšil, opět dojížděl s manželkou vypomáhat do Litoměřic. Ve sboru Praha 2 míval zvláštní shromáždění pro „šedesátníky“, která byla velmi oblíbená.
Po roce 1989 se podílel na obnově činnosti Armády spásy v České republice.
Zemřel nedlouho po oslavě svých 95. narozenin.

## Pocta
Armáda spásy v červnu 1996 nazvala svůj nově otevřený azylový dům jeho jménem.